# سوبرزانو
سوبرزانو (بالإيطالية: Supersano)‏ هي بلدية في مقاطعة ليتشي في إقليم بوليا الإيطالي.

## السكان
في سنة 1861 بلغ عدد السكان 1٬031 نسمة، وتطور العدد ليصل في سنة 2011 لـ 4٬509 نسمة.
يظهر هذا المخطط البياني تطور النمو السكاني لـ سوبرزانو